# وحاظة
وُحَاظَةُ بالضَّمِّ وهو الأَكْثَرُ ويُقَالُ : أُحَاظَةُ بالهَمْزَةِ.
هي أرض باليمن ينسب اليها مخلاف وحاظة، وهي معقل بني وائل الحميريين الذين يعود نسبهم إلى السلطان أسعد بن وائل الحميري , وهم من نسل ذو الكلاع الحميري الصحابي الجليل والملك العظيم الذي ينتهي نسبه إلى ذو الكلاع الأكبر ثم إلى الهميسع بن حمير بن سبأ بن يشجب بن يعرب بن قحطان.
يوجد فيها حصن اثري في اعلى منطقة شباع من جبل حبيش واعمال محافظة اب وسميت وحاظة نسبة إلى وحاظة بن سعد بن عوف بن عدي بن مالك بن زيد بن سدد بن مرة بن حمير الاصغر، وهو حصن منيع يسيطر على البلاد المنخفضة الغربية في جبل حبيش وإلى مالا نهاية
اشتهرت منطقة وُحَاظَةُ في القرن السادس الهجري أيام بني وائل الحميريين الذين اتخذوا من هذا الحصن مقراً لعاصمة دولتهم وصار في عهدهم يطلق اسم وُحَاظَةُ على المناطق التي تحت إمرتهم ومنها حالياً (مديرية حبيش) و (مديرية حزم العدين) و(العدين).